# Torneo de ajedrez de Londres de 1851
El torneo de Londres de 1851 está considerado como el primer torneo internacional de ajedrez de la historia. No es que anteriormente no hubiera torneos de rango internacional, pero sí es el primero que nace con la vocación de convocarse regularmente.
El torneo se celebra debido a la iniciativa de Staunton. Invita a todos los grandes campeones del momento, y ofrece un gran premio 200 £. Los dos jugadores favoritos para ganar el torneo son el propio Staunton y Anderssen. Además de estos jugaron los húngaros Joseph Sezn, Johann Lówental, Lionel Kieseritzky y Horowitz; los rusos Alexánder Petrov y Karl Jaenisch; el francés Pierre Saint-Amant y el alemán Von der Lasa; además de fuertes jugadores londinenses.
El torneo se jugó por enfrentamientos directos, y el perdedor quedaba eliminado. El vencedor de la final sería el ganador del torneo. El primer problema que resolver fue el del tiempo de reflexión. No se pusieron reglas fijas, por lo que se apelaba al juego limpio, la corrección y el honor entre jugadores; lo que no evitó que se diesen abusos. Algunas partidas duraron más de diez horas. El propio Staunton abandonaría una partida contra Williams, uno de los londinenses, harto de esperar la respuesta; hasta el torneo de 1883, cuando Thomas Wilson propuso un control por medio de un péndulo.
El vencedor del torneo fue Anderssen. Staunton quedó en cuarto lugar, tras dos ingleses Wyvill y Williams. En este torneo Anderssen jugó la Inmortal, aunque durante una pausa y no en su enfrentamiento en primera ronda contra Kiezeritzky.[cita requerida]

## Desarrollo del torneo
El torneo se organizó por sistema de eliminación directa. Cada encuentro de primera ronda fue al mejor de tres partidas, sin contar las tablas. Las rondas posteriores fueron al mejor de siete y los perdedores jugaron partidas de consolación. Los emparejamientos se hicieron al azar, es decir, no existía un sistema de cabezas de serie del tipo que se usa comúnmente en el tenis. Tres de los jugadores más fuertes, Kieseritzky, Bird y Löwenthal, perdieron en la primera ronda. Por otro lado, dos de los jugadores de reemplazo, JR Mucklow y ES Kennedy, se enfrentaron entre sí; el ganador (Mucklow) ganó así una parte del dinero del premio. Anderssen venció a Staunton 4-1 en la semifinal de la tercera ronda. En la final de cuarta ronda, Anderssen venció a Wyvill para ganar el torneo. Wyvill había tenido un sorteo relativamente fácil en el torneo para terminar segundo. Staunton sufrió una amarga derrota ante Williams en el partido de consolación de la última ronda para terminar en un decepcionante cuarto lugar.

## Consecuencias

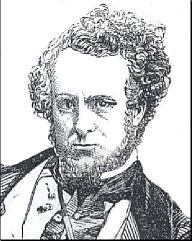
Howard Staunton

A pesar de las obvias fallas en el formato de eliminatorias del torneo,[cita requerida] el resultado final fue justo pues Anderssen era el mejor jugador A pesar de estos obstáculos, Staunton consiguió £500 para los premios, una suma considerable en 1851, Según lo dispuesto por las reglas del torneo. Staunton desafió inmediatamente a Anderssen a un encuentro de 21 partidas por una apuesta de £100. Anderssen aceptó el desafío, pero no pudo jugar de inmediato porque había estado fuera de Alemania y de su trabajo como profesor de escuela durante más de dos meses. Además, Staunton no estaba físicamente apto para una competencia inmediata. El encuentro propuesto nunca se jugó.
Como resultado de ganar este torneo, Anderssen fue reconocido popularmente como el mejor jugador de Europa, aunque hasta donde se sabe nunca fue considerado "campeón mundial". La idea de un campeón mundial de ajedrez había estado vigente al menos desde 1840, y el primer uso conocido del término "campeón mundial" fue en 1845, refiriéndose a Staunton y publicado en Staunton's Chess Players 'Chronicle. Wilhelm Steinitz fue ampliamente reconocido como "campeón mundial" en la década de 1870, pero el primer desafío formal por el título mundial fue el encuentro de 1886 entre Steinitz y Johannes Zukertort.
Staunton escribió el libro del torneo, que tituló The Chess Tournament (1852). Aunque es una excelente descripción del evento, se vio empañado por la mala gracia con la que recibió la victoria de Anderssen. La descripción de Staunton de Anderssen como el segundo mejor jugador de Alemania después de que Anderssen ganó el torneo internacional de 1851 puede haber sido razonable, sin embargo, sobre la base de lo que ahora se sabe sobre la habilidad de von der Lasa, y la fuerza de juego de Anderssen había aumentado en los meses anteriores al torneo, como resultado de los partidos de entrenamiento contra jugadores fuertes en Alemania.
Staunton culpó de su mala actuación a la tensión de sus deberes en la organización del torneo, y también pensó que sufría de un corazón débil desde una enfermedad en 1844. Condenó la búsqueda del ajedrez como profesión, escribiendo:

El ajedrez nunca lo fue, y mientras exista la sociedad, nunca podrá ser una profesión. Puede fortalecer en gran medida la mente del profesional, pero nunca debe convertirse en el objeto de su vida. Debido a que su verdadero carácter ha sido perdido de vista por el celoso o el mercenario, la victoria a cualquier precio se ha convertido en un objeto más importante que el avance de la ciencia.

Staunton también estaba preocupado por la falta de límites de tiempo en el juego. Después de algunos experimentos, los controles de tiempo se convertirían en estándar en todos los torneos serios algunos años después. La debilidad del sistema de copa, una especie de híbrido entre torneo y eliminatoria, fue eliminado mediante la adopción del sistema de todos contra todos a partir del torneo de Londres de 1862.
La famosa partida Inmortal, Anderssen–Kieseritzky, se jugó como una partida improvisado durante una pausa en este torneo. No fue una de sus partidas de primera ronda.

## Torneo
Del libro de Staunton sobre el torneo: (p. 174) las tablas no cuentan y se indican con un asterisco; ningún encuentro tuvo más de un empate.
|  | Primera ronda      | Primera ronda    |                  |   | Segunda ronda | Segunda ronda |  |  | Semifinales | Semifinales |  |  | Final | Final |
|  |                    |                  |                  |   |               |               |  |  |             |             |  |  |       |       |
|  |                    |                  |                  |   |               |               |  |  |             |             |  |  |       |       |
|  |                    |                  |                  |   |               |               |  |  |             |             |  |  |       |       |
|  | Adolf Anderssen    | 2                |                  |   |               |               |  |  |             |             |  |  |       |       |
|  | Adolf Anderssen    | 2                |                  |   |               |               |  |  |             |             |  |  |       |       |
|  | Lionel Kieseritzky | 0                |                  |   |               |               |  |  |             |             |  |  |       |       |
|  | Lionel Kieseritzky | 0                | Adolf Anderssen  | 4 |               |               |  |  |             |             |  |  |       |       |
|  |                    |                  | Adolf Anderssen  | 4 |               |               |  |  |             |             |  |  |       |       |
|  |                    | József Szén      | 2                |   |               |               |  |  |             |             |  |  |       |       |
|  | József Szén        | József Szén      | 2                | 2 |               |               |  |  |             |             |  |  |       |       |
|  | József Szén        |                  |                  | 2 |               |               |  |  |             |             |  |  |       |       |
|  | Samuel Newham      | 0                |                  |   |               |               |  |  |             |             |  |  |       |       |
|  | Samuel Newham      | 0                | Adolf Anderssen  | 4 |               |               |  |  |             |             |  |  |       |       |
|  |                    |                  | Adolf Anderssen  | 4 |               |               |  |  |             |             |  |  |       |       |
|  |                    | Howard Staunton  | 1                |   |               |               |  |  |             |             |  |  |       |       |
|  | Bernhard Horwitz   | Howard Staunton  | 1                | 2 |               |               |  |  |             |             |  |  |       |       |
|  | Bernhard Horwitz   |                  |                  | 2 |               |               |  |  |             |             |  |  |       |       |
|  | Henry Bird         | 1                |                  |   |               |               |  |  |             |             |  |  |       |       |
|  | Henry Bird         | 1                | Howard Staunton  | 4 |               |               |  |  |             |             |  |  |       |       |
|  |                    |                  | Howard Staunton  | 4 |               |               |  |  |             |             |  |  |       |       |
|  |                    | Bernhard Horwitz | 2                |   |               |               |  |  |             |             |  |  |       |       |
|  | Howard Staunton    | Bernhard Horwitz | 2                | 2 |               |               |  |  |             |             |  |  |       |       |
|  | Howard Staunton    |                  |                  | 2 |               |               |  |  |             |             |  |  |       |       |
|  | Alfred Brodie      | 0                |                  |   |               |               |  |  |             |             |  |  |       |       |
|  | Alfred Brodie      | 0                | Adolf Anderssen  | 4 |               |               |  |  |             |             |  |  |       |       |
|  |                    |                  | Adolf Anderssen  | 4 |               |               |  |  |             |             |  |  |       |       |
|  |                    | Marmaduke Wyvill | 2                |   |               |               |  |  |             |             |  |  |       |       |
|  | Elijah Williams    | Marmaduke Wyvill | 2                | 2 |               |               |  |  |             |             |  |  |       |       |
|  | Elijah Williams    |                  |                  | 2 |               |               |  |  |             |             |  |  |       |       |
|  | Johann Löwenthal   | 1                |                  |   |               |               |  |  |             |             |  |  |       |       |
|  | Johann Löwenthal   | 1                | Elijah Williams  | 4 |               |               |  |  |             |             |  |  |       |       |
|  |                    |                  | Elijah Williams  | 4 |               |               |  |  |             |             |  |  |       |       |
|  |                    | James R. Mucklow | 0                |   |               |               |  |  |             |             |  |  |       |       |
|  | James R. Mucklow   | James R. Mucklow | 0                | 2 |               |               |  |  |             |             |  |  |       |       |
|  | James R. Mucklow   |                  |                  | 2 |               |               |  |  |             |             |  |  |       |       |
|  | E.S. Kennedy       | 0                |                  |   |               |               |  |  |             |             |  |  |       |       |
|  | E.S. Kennedy       | 0                | Marmaduke Wyvill | 4 |               |               |  |  |             |             |  |  |       |       |
|  |                    |                  | Marmaduke Wyvill | 4 |               |               |  |  |             |             |  |  |       |       |
|  |                    | Elijah Williams  | 3                |   |               |               |  |  |             |             |  |  |       |       |
|  | Hugh A. Kennedy    | Elijah Williams  | 3                | 2 |               |               |  |  |             |             |  |  |       |       |
|  | Hugh A. Kennedy    |                  |                  | 2 |               |               |  |  |             |             |  |  |       |       |
|  | Carl Mayet         | 0                |                  |   |               |               |  |  |             |             |  |  |       |       |
|  | Carl Mayet         | 0                | Marmaduke Wyvill | 4 |               |               |  |  |             |             |  |  |       |       |
|  |                    |                  | Marmaduke Wyvill | 4 |               |               |  |  |             |             |  |  |       |       |
|  |                    | Hugh A. Kennedy  | 3                |   |               |               |  |  |             |             |  |  |       |       |
|  | Marmaduke Wyvill   | Hugh A. Kennedy  | 3                | 2 |               |               |  |  |             |             |  |  |       |       |
|  | Marmaduke Wyvill   |                  |                  | 2 |               |               |  |  |             |             |  |  |       |       |
|  | Edward Löwe        | 0                |                  |   |               |               |  |  |             |             |  |  |       |       |
|  | Edward Löwe        | 0                |                  |   |               |               |  |  |             |             |  |  |       |       |

### Desempates de consolación
- Williams 4 – Staunton 3 (1 empate) (encuentro por el tercer puesto)
- Szén 4 – Capt. Kennedy 0 (1 empate) (encuentro por el quinto puesto)
- Horwitz ganó a Mucklow por incomparecencia (encuentro por el séptimo puesto)